# 福建省保安团
福建省保安团是中华民国大陆时期福建省的一支地方部队。
1934年，驻闽绥靖公署将福建省境内的民军全部改编为福建省保卫团（后改称福建省保安团），共编成15个团、1个营、1个队、2个连，不久缩去5个团。5月，福建省政府将保安第七团缴械解散。保安第六团（驻古田水口）一部官兵哗变后上山为匪，另一部（驻罗源）于10月哗变。1935年11月，福建省保安团改编为10个团、1个特务大队、3个独立大队，有官兵1万余人。1936年10月，又缩编为6个团，分属3个旅，福建省政府任命陈佩玉、黄芳、叶成（福建省保安处处长兼）为第一、二、三旅旅长。